# 查莫伊
查莫伊（英語：Chamoi）是西非國家甘比亞的城鎮，位於上河區的富拉杜東。根據2009年所做的人口調查顯示，居住於查莫伊的總人口數量為197人。